# 赵高
赵高（前258年—前207年），中国战国时期秦国及秦朝丞相、寵臣、宦官，历仕秦始皇、秦二世和秦王子婴三代君主。
赵高姓赵氏，为秦国宗室遠親，但其出身是一個士兵，地位卑賤。前210年，秦始皇在沙丘驾崩时，赵高与公子胡亥、丞相李斯合谋更改秦始皇遗诏，立胡亥为秦二世，并矫诏赐死公子扶苏，囚禁蒙恬兄弟二人，是為沙丘之变。秦二世登基后，赵高升任郎中令，怂恿秦二世整肅宗室及大臣，其中包括蒙恬、蒙毅兄弟和沙丘之变的主谋李斯。李斯死后，赵高出任中丞相，独揽朝政，因惧怕秦二世追究关东（函谷关以东）农民起义军之事，遂发动望夷宫之变，強迫秦二世自盡。並改立秦王子婴，子婴不信任趙高，設局派宦官韩谈杀死趙高。
一般认为赵高引发的多次秦朝内部宫廷混乱是造成秦朝加速灭亡的原因之一，但历史上对赵高是否为閹宦，以及制造秦朝宫廷混乱的动机都尚存争议。司馬遷著《史记》时没有为赵高单独立传，赵高的事蹟主要记载于《史记·秦始皇本纪》、《史记·李斯列传》和《史记·蒙恬列传》中。

## 生平
- 前209年(秦二世元年)郎中令。
- 前208年(秦二世2年)任丞相。
- 前207年(秦二世3年)被韓談所杀。

### 早年
赵高是秦国公室远亲。他的母亲因触犯刑法，遭到肉刑而变成残废，被收入隐官。隐官是秦朝官府专门设立的收容更生人工作的官署，赵高兄弟皆出生于隐官，故其与兄弟的出身身分都是士兵（士伍）。赵高出身地位卑贱，但秦王政听说他堅忍有毅力又精通于刑法，于是破格提拔他担任了中车府府令。在此期间赵高侍奉公子胡亥，教授他决断讼案。赵高曾犯下重罪，秦王政让蒙毅（蒙恬弟弟）依法惩处，蒙毅不敢违法，于是依法判赵高死刑，并剥夺了他家的官籍，但秦始皇因为赵高办事勤勉尽力赦免了他，还恢复了他原来的官职。

### 沙丘之变
前210年，秦始皇巡游会稽山，并沿海北上到达琅邪山，期间公子胡亥、丞相李斯和中车府令兼符玺令赵高随同前往。同年六月，秦始皇巡游到平原津（今山东省平原县南）时患病，到达沙丘宫平台时已经病危。秦始皇立遗诏召公子扶苏回咸阳（今陕西省咸阳市东北）为其主持葬礼，遗诏还没交给使者发出时秦始皇已经驾崩，随行者只有公子胡亥、李斯和赵高以及五六个亲信宦官知道秦始皇去世的消息。李斯认为皇帝在外驾崩，国内储君未定，应当封锁消息，于是将秦始皇的遗体安放在一辆既保温又通风凉爽的车子中，百官奏事及进献饮食还和往常一样，又派一名宦官假扮秦始皇批阅奏折。
赵高扣留了秦始皇的遗诏，对胡亥说：“陛下駕崩了，没有诏书封诸子为王，而只赐给长子扶苏一封诏书，扶苏到达咸阳后就登基，而你却连寸土的封地也没有，你准备怎么办？”胡亥说：“本來就這樣啊。我听说过圣明的君主最了解臣子，圣明的父亲最了解儿子。父亲临终既然未下令分封诸子，那还有什么可说的呢？”赵高说：“并非如此，如今天下的形势，都在你、我和丞相李斯的手里掌握着，希望你三思。更何况驾驭群臣和向别人称臣，统治别人和被别人统治能一样吗？”胡亥说：“废长立幼，这是不义；不服从父亲的诏命而惧怕死亡，这是不孝；自己的才能浅薄而依靠别人的帮助勉强登基，这是无能，这三件事都是大逆不道的，天下人也会不服我，我自受其害，国家也会因此而灭亡。”赵高说：“我听说过商汤、周武王杀死他们的君主，天下人都称赞他们的行为符合道义，不能算是不忠。衛出公為了平亂，出兵欲杀他的父亲蒯聵，而卫国人称颂他的功德，孔子记载了这件事，不能算是不孝。更何况成大事者不拘小节，行大德也用不着再三谦让，顾忌小节而忘记大事，日后必生祸害；关键时刻犹豫不决，将来一定会后悔，希望你按我说的去做。”胡亥长叹一声说：“现在陛下大行，还未发丧，丧礼也未结束，这样怎么去求丞相呢？”赵高说：“時間啊時間，短到來不及谋划了。把餐點帶在身上不喫，騎馬飛奔，還怕遲了時間呢！”
成功说服胡亥后，赵高指出计划要想成功必须得到丞相李斯的同意，并向胡亥推荐自己亲自前去说服李斯。赵高对李斯说：“陛下驾崩，遗诏未送出，没人知道这件事，陛下赐给扶苏的诏书和符玺都在胡亥手里，立谁为太子只在于你我的一句话而已，你看这件事该怎么办？”李斯说：“你怎么能说出这种亡国的话呢？这不是你我做为人臣应当议论的事！”赵高说：“您和蒙恬相比，谁更有本事？谁的功劳更高？谁的谋略深远不失误？天下百姓更拥戴谁？与长子扶苏的关系谁更好？”李斯说：“在这五个方面我都不如蒙恬，但您为什么这样苛求于我呢？”赵高说：“我在秦宫管事二十多年，还未曾见过被罢免的丞相功臣有封爵能传给下一代的，结果都是以被杀而告终。皇帝有二十多个儿子，长子扶苏刚毅而且勇武，即位之后一定要用蒙恬担任丞相，您最终也是不能怀揣着通侯之印告老还乡了。我受皇帝之命教育胡亥，教他学习法律已经有好几年，还没见过他有什么过失。他慈悲仁爱、诚实厚道、轻视钱财、尊重士人、心里聪明但不善言辞、竭尽礼节尊重贤士。在秦始皇的儿子中，没人能赶得上他，可以立为继承人，您考虑一下再决定。”李斯说：“我李斯只执行皇帝的遗诏，自己的命运听从上天的安排，有什么可考虑决定的呢？”赵高说：“看似平安却可能是危险的，危险又可能是平安的。在安危面前不早做决定，又怎么能算是圣明的人呢？”李斯说：“我李斯本是上蔡（今河南省上蔡县西）街巷里的平民百姓，承蒙皇帝提拔，让我担任丞相，封为通侯，子孙都能得到尊贵的地位和优厚的待遇，所以皇帝才把国家安危存亡的重任交给了我，我又怎么能辜负了他的重托呢？忠臣不因怕死而苟且从事，孝子不因过分操劳而损害健康，做臣子的各守各的职分而已。请您不要再说了，不要让我李斯也跟着犯罪。”赵高说：“我听说圣人并不循规蹈矩，而是适应变化、顺应潮流，看到苗头就能预知根本，看到动向就能预知归宿，事物的发展规律本来就是如此，哪里有什么一成不变的道理呢？现如今天下的权力和命运都掌握在胡亥手里，我赵高能猜出他的心志。更何况从外部来制服内部就是逆乱，从下面来制服上面就是反叛。所以秋霜一降花草随之凋落，冰消雪化万物随之重生，这是自然界的必然规律，您怎么连这些都没看到呢？”李斯说：“我听说晋献公更换太子，晋国三代不得安宁；齐桓公兄弟争夺君位，哥哥公子纠被杀死；商纣王杀死比干，又不听从箕子、微子的劝谏，都城夷为废墟，随着危及社稷。这三件事都违背天命，所以才落得宗庙没人祭祀。我李斯怎么能参与这种阴谋呢？”赵高说：“上下齐心协力，事业可以长久；内外配合如一，就不会有什么差错。您听从我的计策，就会长保封侯，并永世相传，一定有仙人王子乔、赤松子那样的长寿，孔子、墨子那样的智慧。现在放弃这个机会而不听从我的意见，一定会祸及子孙，足以令人心寒。善于为人处世，相机而动的人是能够转祸为福的，您想想该怎么办吧。”李斯仰天长叹，挥泪叹息道：“唉呀！偏偏遭逢乱世，既然已经不能以死尽忠了，何处将寄托我的命运呢？”在赵高的威逼利诱下，李斯赞同了赵高和胡亥的计划。赵高回报胡亥说：“我是奉太子您的命令去通知丞相李斯的，他怎么敢不服从命令呢？”
赵高与李斯合谋更改秦始皇的遗诏，改立胡亥为太子，又派使者矫诏以戍边无功和诽谤不孝的罪名赐死扶苏；以为臣不忠的罪名赐死蒙恬，将兵权交予副将王离。扶苏得到诏书后自杀，蒙恬不肯自杀，被囚禁于阳周（今陕西省泾川县北）。胡亥、李斯、赵高三人得知消息后大喜，率巡游部队从井陉山经九原郡返回咸阳。因途中路程较长遇到暑季，秦始皇的尸体开始腐烂变臭，李斯、赵高等命随从官员每车装载一石鲍鱼，来掩盖尸体散发的臭气。巡游部队回到咸阳后为秦始皇发丧，胡亥正式登基为帝，为秦二世，赵高因功加封为郎中令，在宫中辅佐皇帝。秦二世即位后又采纳赵高的建议，仿效秦始皇巡游天下、立碑刻石，威服海内。

### 谋害蒙恬、蒙毅兄弟
蒙毅因先前依法严厉惩处赵高而遭到他的怨恨，等到秦二世即位后，赵高日夜在秦二世面前毁谤蒙氏兄弟，搜罗罪状来弹劾他们。蒙毅曾在沙丘秦始皇病重时被派去祷告山川神灵，等到他返回时，秦始皇已经驾崩。赵高趁机向秦二世进谗言说蒙毅曾经阻挠秦始皇立胡亥为太子，建议立即处死蒙毅。秦二世不听赵高的劝谏，先将蒙毅囚禁于代郡，后派御史曲宫杀死蒙毅。蒙恬先前被囚禁于阳周，扶苏自杀身亡后，胡亥曾经想释放蒙恬，但在赵高的挑唆下，蒙恬最终服毒自尽。

### 诛杀宗室及群臣

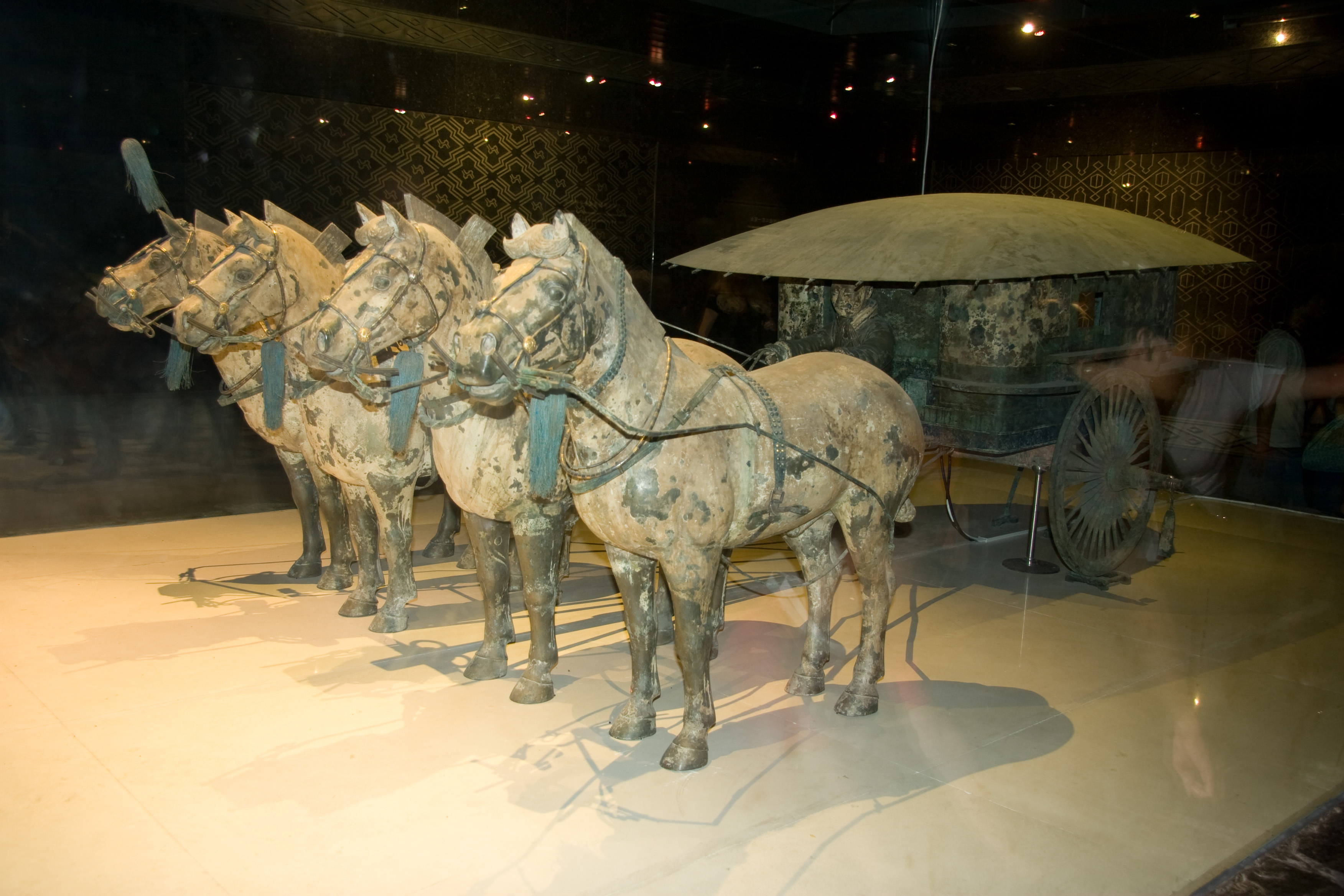
秦始皇陵铜车马据说铜车马的御官俑就是赵高所出任的中车府令的形象

有一次秦二世在宫中闲来无事向赵高感慨说“人生就如同驾驭着六匹骏马从缝隙前跑过一样短暂”，又向赵高请教如何满足声色方面的一切欲望，享受所能想象到的一切乐趣，使国家安宁、百姓欢欣、永保江山、颐享天年的方法。赵高趁机对秦二世说：“对于皇帝您登基的合法性，各位公子和大臣都有所怀疑，而这些公子都是您的兄弟，这些大臣都是先帝所安置。现在陛下您刚刚登上皇位，这些人都心有怨恨很不服气，恐怕他们将来要闹事。我之所以提心吊胆，是害怕会生祸乱，陛下您又怎么能尽情享乐呢？”他建议秦二世疏远骨肉兄弟和前朝重臣，实行严酷刑法将其中犯法的和受牵连的全部杀死，甚至灭族，然后重新任命自己的亲信。这样就能杜绝祸患，宗族和大臣也能对皇帝感恩戴德，陛下也可以高枕无忧的纵情享乐了。秦二世十分赞同赵高的观点，于是重新修订法律，命赵高审讯处理宗族及群臣。赵高借机杀死与自己有旧仇的博士正先等人，并将秦二世的十二个兄弟在咸阳街市斩首示众，十个姐妹在杜县（今陕西省西安市长安区东南）处以车裂肢解之刑，其财物全部没收归皇帝所有，诸公子和群臣中被连同治罪的不计其数，朝廷上下人人自危。

### 谋害李斯
赵高的滥杀无辜造成与很多人结怨，他害怕有人在秦二世面前揭露他的罪行，于是以“天子之所以尊贵，在于大臣只能听到他的声音，而不能见到他的面容，所以才自称为‘朕’”、“陛下还很年轻，未必什么事情都懂”为由劝秦二世不要上朝，以免将自己的缺点暴露给大臣，使皇帝显得不够圣明。他还劝秦二世深居宫中，与他和熟悉法律的侍中们在一起，等到公文呈上由他们批奏决定，这样皇帝可以纵情享乐，大臣们也不敢把疑难的事情呈报，天下的人就能称皇帝为圣明之主了。秦二世正耽于声色犬马，懒于处理政事，于是不再上朝，赵高独揽朝政。
赵高独揽朝政的行为招致了李斯等大臣的不满，赵高得知后怀恨在心，假意对李斯说：“现在函谷关以东的盗贼很多，而陛下却加紧遣发劳役修建阿房宫，搜集狗马等没用的玩物，我想劝谏但因为我的地位卑贱，可是您贵为丞相为何不劝谏呢？”李斯老早就想劝谏秦二世，但无奈秦二世常居深宫之中，想劝谏苦于无人传达，没有面见圣上的机会。赵高便在李斯面前推荐自己，说等皇帝一有空闲就立即通知他，可以趁机劝谏。赵高屡次趁秦二世在与美女玩乐的时候，派人转告李斯说陛下正好有空闲，可以进宫奏事。李斯于是就到宫门外求见，搞得秦二世大为扫兴，赵高趁机向秦二世进谗言说李斯在朝廷外权力比皇帝还大，他参与了沙丘密谋却因为地位待遇没有得到提高而心生不满，他真正的愿望是想裂土封王。赵高又诬陷担任三川郡郡守的李斯的长子李由与楚地的强盗陈胜等人有旧交，当盗贼经过三川郡时，李由只是守城而不出击，又说他们之间有书信往来。秦二世于是派人调查李由与关东起义军勾结的情况。
李斯得知秦二世派人调查自己的消息后急忙上书弹劾赵高，指出赵高就是篡国弑君的子罕和田常，秦二世看到奏书后不以为然，并将调查李斯的任务交予赵高。赵高将李斯投入大牢，并将其亲属宾客全部逮捕，又派人拷打李斯近千下，李斯不堪酷刑被迫招供。但李斯没有自杀，他还幻想通过上书打动秦二世。李斯的奏书呈上之后，赵高让狱吏丢在一边不上报，恨恨地说：“囚犯怎能给皇帝上书？”赵高又派他的门客十多人假扮成秦二世委派的御史、谒者和侍中，轮流复审李斯。当李斯想翻供时，赵高就让人严刑拷打。后来秦二世果然派人去验证李斯的口供，李斯还以为是赵高的阴谋，不敢再翻供，在供词上承认了自己的罪状。赵高将判决书呈给秦二世，秦二世很高兴地说：“没有赵君，我几乎被丞相出卖了。”等到秦二世所派使者到达三川郡调查李由时，他已经被项羽杀死。当使者返回时，赵高就捏造了一整套李由谋反的罪状。
前208年，李斯被判处受五刑，在咸阳街市腰斩。李斯临死前回头对次子说：“我想和你再牵着黄狗一同出上蔡东门去打猎追逐狡兔，这又怎么能办得到呢？”然后与其子抱头大哭，李斯父子随后被杀，同时被诛灭三族。

### 望夷宫之变
李斯死后，秦二世任命赵高任中丞相，封安武侯，朝中大小事务皆由赵高决断。赵高虽然大权在握，但仍害怕群臣不肯服从，于是就牵着一只鹿在群臣面前献给秦二世，并说这是一匹马，秦二世以为赵高在和自己开玩笑。赵高又问左右大臣，左右大臣有的缄默不语；有的说是马，来阿谀迎合赵高；有的说是鹿，最后说是鹿的大臣都被赵高暗中迫害，朝中大臣越来越畏惧赵高，这就是成语“指鹿为马”的来历。
前207年，鉅鹿之戰爆发，章邯率领的秦军主力被项羽所击败，秦二世派使者斥责章邯，章邯心生恐惧，派长史司马欣前去请示。赵高不肯接见，司马欣害怕被杀于是逃走，赵高派人追捕但没有追上。司马欣回报章邯说赵高在朝中操纵大权，将军无论有无战功都要被杀，章邯被迫投降项羽，秦朝失去了最后的一道屏障。此时六国都已复国，函谷关以东都不归秦朝所控制，赵高害怕秦二世发怒而遭到杀身之祸，于是称病不去上朝。
此时秦二世正被自己無法辨別鹿跟马的事情所困扰，晚上又做梦梦见有白虎咬死他座驾左面的马，秦二世心中闷闷不乐，于是命太卜占卜。太卜说这是泾水的水神在作祟，于是秦二世前往上林苑斋戒，成天在上林苑中游玩射猎。一次有个行人走进上林苑中，秦二世亲手将他射死。赵高于是让他的女婿咸阳令阎乐出面举报，说不知是谁杀死了人，把尸体搬入上林苑中。赵高趁机劝秦二世说：“身為天子，竟然無故殘殺了没有罪的人，这是天帝所禁止的，鬼神也不会接受您的祭祀，上天将会降下灾祸，您应该远离皇宫去祈祷消灾。”秦二世于是离开皇宫搬到望夷宫去居住。
秦二世打算祭祀泾水的水神，于是派人向河中沉入四匹白马，又派使者责问赵高关东盗贼的事情，赵高心中大为恐惧，于是暗中联络女婿咸阳令阎乐和弟弟郎中令赵成发动政变，想要废秦二世另立公子子婴。赵高先派赵成作为内应，声称有盗贼作乱，又命阎乐发兵抓捕盗贼。赵高同时派人劫持阎乐的母亲，安置在自己家中作为人质。阎乐率吏卒一千多人包围望夷宫，杀死卫令后攻入宫中。他们一边攻击一面射箭，群臣内侍大为惊慌，有的逃窜，有的上前搏斗，参与搏斗的几十人都被杀死。赵成和阎乐一起进入秦二世的住所，用箭射向秦二世坐息的帷帐。秦二世大怒，召唤左右侍从，侍从们都因恐惧而四散奔逃，不肯上前搏斗，秦二世身边只有一个宦官随同，没有逃跑。秦二世逃入宫中，责怪宦官为何不早通报现在的状况，宦官说：“我能活到现在就是因为什么也不敢说，假如我早说了，哪能活到现在？”
阎乐来到秦二世面前，历数秦二世骄横纵恣，屠杀吏民，众叛亲离的罪状，责令秦二世立即自杀。秦二世说想见一下丞相赵高，阎乐说不可以；秦二世又请求退位做个郡王，阎乐不同意；秦二世退一步说想做个万户侯，阎乐仍不答应；最后秦二世绝望的乞求想和那些公子们一样，与妻子儿女成为平民百姓。阎乐说：“我受命于丞相，替天下百姓处死你，虽然你说了很多话，我不敢向丞相报告。”他的士卒此时亦进入宫内。秦二世意识到末日来临，在阎乐的威逼下被迫自杀。

### 拥立子婴及身亡
秦二世死后，赵高想自立为帝，当他登上大殿时突然感觉地动山摇，赵高知道天意不可违，群臣也不会答应他做皇帝。他还派使者联络攻破武关的关东起义军首领刘邦，约定与关东诸侯共同瓜分秦朝，自立为王，但遭到刘邦的拒绝。赵高于是召集秦朝群臣和诸公子，打算立公子子婴为君。赵高认为山东六国都已经复国，秦朝疆域日益缩小，称帝徒有虚名，应像过去一样称王，子婴于是在赵高和群臣的迎立下登基，为秦王子婴，随后用百姓的礼仪将秦二世埋葬在杜县南面的宜春苑中。
赵高让子婴斋戒，然后到宗庙祭拜祖先，接受秦王印玺。子婴斋戒了五天和他的两个儿子商量说：“丞相赵高在望夷宫杀死秦二世，害怕群臣讨伐他，就假装以大义为名立我为王。我听说赵高和关东诸侯有约定，由他消灭秦国宗室，然后在关中称王。现在让我斋戒，参拜祖庙，这是想趁我在祖庙的时候杀死我。我就推脱说有病去不了，丞相一定亲自来我这里，当他来的时候我们就趁机杀死他。”赵高多次派人催促子婴前往，子婴坚决推辞，赵高果然亲自来请子婴，说：“国家大事，你怎么能不亲自前往呢？”子婴就在斋戒的宫室裡派宦官韩谈刺杀了赵高，同时下令诛灭赵高三族，在咸阳示众。

## 轶闻
王嘉的《拾遗记》记载秦王子婴登基数百日之后，赵高密谋将其杀害。子婴就寝于望夷宫时，夜晚梦见秦始皇的灵魂告知他天下将乱，当有同姓宗室来平定混乱。子婴第二天起床后怀疑赵高即将作乱，先将其囚禁于咸阳的监狱中，后将他悬置于井中，七天后也没有死。子婴又下令烹杀赵高，但镬中的水七天也没有沸腾，最终赵高被戮杀。子婴向狱吏询问是何缘故，狱吏说赵高曾经修炼过道术，冬天坐于寒冰，夏天卧于火炉，所以身体不觉寒热。赵高死后，子婴下令将他的尸身弃尸于路，而为赵高哭泣的人达上千家。又见一青雀从赵高的尸身中飞出，直入云霄。

## 争议
部分學者曾根據出土文獻的考證，提出推斷趙高並非閹人，並且認爲沒有任何早期文獻記載他是閹人的事實。
关于赵高是否为宦官的说法，如今出现争议，部分学者认为，唐代之前的史书并未指出赵高为宦官。赵高被认为是宦官的依据有两处，一是“赵高兄弟皆生隐宫”的“隐宫”一词。《史记正义·秦始皇本纪》将隐宫解释为受宫刑者疗养康复的下蚕室；《史记集解·蒙恬列传》引徐广曰将隐宫解释为“为宦者”；《史记索隐·蒙恬列传》引刘氏云更是详细的描述为赵高其父因犯罪被处以宫刑，其母被官府罚作奴婢后与他人苟合生下赵高兄弟，继承其父的赵氏，赵高兄弟出生后又被处以宫刑。焦点在于有学者认为可以通过出土文献考证出赵高出身的“隐宫”，实际不是指受过宫刑者疗养康复的下蚕室。现代学者马非百根据《睡虎地秦简》考证“隐宫”一词乃是“隐官”的误写，隐官是秦朝官府设立的手工作坊，收容刑满释放后身体有残缺的受刑者做工。赵高其母因触犯刑律遭处刑后被收入隐官，在此生下赵高兄弟，并无赵高兄弟受过宫刑一说。而《张家山汉简·二年律令·户律》中明确地指出隐官一词不仅指收容刑余者的官府手工作坊，更用来指被收容于隐官的刑余之人。赵高是宦官的说法是根据误字的望文生义。二是《史记·李斯列传》记载秦二世曾说“夫高，故宦人也”，《史记·蒙恬列传》也记载赵高有“宦籍”。马非百认为此处宦人应理解为老师，即赵高曾作为胡亥之师教授其刑狱之学；而宦籍应理解为官籍。李开元认为宦籍是内侍出入宫中的门籍，与赵高是否宦官没有必然的联系。裘锡圭认为“宦”本是为人臣仆的意思，郎官、谒者的官职本是门廊近侍，类似于家臣，故以“宦”称。最后，如果赵高真为宦官，有女婿阎乐也于情于理讲不通，明代学者郎瑛所著《七修类稿》认为赵高的女儿为养女。此外，李开元从沙丘之变赵高与李斯的对话“高固内官之厮役也，幸得以刀笔之文进入秦宫，管事二十余年”中结合史料推断赵高以史学童身份进入学室，后通过考试选拔成为尚书卒史后进入秦宫任职，并推算赵高出生于前258年，寿命52岁。
北京大学历史学系教授辛德勇與上述學者不同，抱持著趙高是閹人的想法，首先一点，就是有些文献中记载赵高是宦官。西汉初年，汉高祖刘邦在宫内头枕宦官而卧，樊哙见其状况，痛哭流涕，将其比做秦代“赵高之事”，实际就是用赵高来比喻。再来就是汉元帝与京房的对话，也是将赵高、豎刁来比喻宦官石显这说明在早在汉代，很多人都覺得赵高是宦官。其次，出土文献中的“隐官”和传世文献中的“隐宫”不是同一个意思。

## 著作
秦始皇统一天下后决定统一各国文字为小篆，于是令李斯作《仓颉》七章、赵高作《爰历》六章、太史令胡毋敬作《博学》七章作为全国规范字帖，皆取材于周宣王时期的大篆《史籀》十五篇。西汉时期，闾里书师将三篇以六十字为一章合并为《苍颉篇》，共五十五章。西汉时期又称《仓颉》、《爰历》、《博学》为三苍。但因种种原因《苍颉篇》文字大都失传。

## 评价

### 负面评价
赵高制造的多次秦朝宫廷政变，加剧了秦朝内部的动荡；赵高屡进谗言、滥杀无辜，致使秦朝损失大批文臣武将，加速了秦朝的灭亡。
历史上大多数人对赵高的人品及其作为持否定态度。例如：
李斯：「今高有邪佚之志，危反之行，如子罕相宋也；私家之富，若田氏之于齐也；兼行田常、子罕之逆道而劫陛下之威信，其志若韩玘为韩安相也。」
汉昭帝时的贤良文学：「昔赵高无过人之志，而居万人之位，是以倾覆秦国而祸殃其宗，尽失其瑟。」
孔融：「且被刑之人，虑不念生，志在思死，类多趋恶，莫复归正。夙沙乱齐，伊戾祸宋，赵高﹑英布，为世大患。」
陈琳：「曩者，强秦弱主，赵高执柄，专制朝权，威福由己；时人迫胁，莫敢正言；终有望夷之败，祖宗焚减，污辱至今，永为世鉴。」
唐太宗：「至如赵高之殒二世，董卓之鸩弘农，人神所疾，异代同愤。」
柳宗元：「胡亥任赵高而族李斯，乃亡，旧不足倚也。」
元稹：「彼赵高者，诈宦之戮人也；而傅之以残忍戕贼之术，且曰恣睢天下以为贵，莫见其面以为尊。是以天下之人人未尽愚，而胡亥固已不能分兽畜矣。赵高之威慑天下，而胡亥固已自幽于深宫矣。」
苏轼：「始皇致乱之道，在用赵高。夫阉尹之祸，如毒药猛兽，未有不裂肝碎胆者也。」
梁启超：「其下者则巧言令色，献媚人主，窃弄国柄，荼毒生民，如秦之赵高，汉之十常侍，唐之卢杞、李林甫，宋之蔡京、秦桧、韓侂冑，明之刘瑾、魏忠贤，穿窬斗筲，无足比数。」

### 正面评价
清代史学家赵翼所著《陔余丛考》指出赵高本为赵国公子，因痛惜自己的国家被秦国所灭，不惜残害自己的身体自宫后进入秦宫引发秦朝内部一系列争斗，杀尽秦朝宗室，灭亡秦朝，赵高的所作所为志在复仇，并指出此段资料来源于司马贞的《史记索隐》。根据此段资料多有诗歌赞美赵高为国复仇之举：屈大均有诗赞美赵高：「可怜百万死秦孤，只有赵高能雪耻。赵高生长赵王家，泪洒长平作血死。报赵尽倾秦县郡，报韩只得博浪沙。」吕星垣有诗赞赵高：「赵高赵国诸王孙，求为秦贼肢体残。赵高名在列仙传，何得仙家滥其选。索引戋言颇辩冤，鹿马计胜长平战。日中白虹匿无迹，王孙本是邯郸客。颇死牧废无英雄，山河西吞惜无策。颠覆咸阳志已酬，组糸子婴維尔力。」《咏赵高》一诗赞美赵高：当「年举世欲诛秦，哪计为名与杀身。先去扶苏后胡亥，赵高功冠汉诸臣。大贾灭嬴凭女子，奇谋兴汉讵萧曹。留侯椎铁荆卿匕，不及秦宫一赵高。」现代学者李开元也称赞赵高是“第一流的书法家、文字学家，也是精通法律的专才，他体魄高大强壮，骑术车技精湛，武艺非同寻常，是秦帝国宫廷中不可多得的文武双全的人材。”

## 其他形象

### 文学形象
长篇历史小说《东周列国志》中，赵高于第一百零七回《献地图荆轲闹秦庭论兵法王翦代李信》中登场，在荆轲刺秦王的慌乱之中，作为小内侍的赵高提醒秦王政拔剑斩杀荆轲，荆轲死后赵高因功获得赏金百镒。在第一百零八回《兼六国混一舆图号始皇建立郡县》中，秦始皇统一六国后，封赵高为郎中令。
在小説《大秦帝國》中，趙高是自幼跟隨秦始皇的忠仆。秦始皇死後，趙高權欲膨脹，發起沙丘政變，殺戮皇族及功臣。第六部中揭示趙高因身爲閹宦導致人性泯滅，對社會存有報復心理，想要天下臣民都成爲自己狗一樣的奴僕。

### 影视形象
- 1974年台灣電視劇《一代暴君》，王瑞 飾

- 1999年中国大陆电视剧《东周列国战国篇》，徐福来 饰[61]

- 2000年香港电视剧《尋秦記》，王偉樑 饰

- 2002年中国大陆电视剧《秦始皇》，赵亮 饰

- 2003年中国大陆电视剧《大汉风》，王刚 饰[62]

- 2009年中国大陆电视剧《玫瑰江湖》（时代背景改编），白晟利 饰

- 2010年中国大陆电视剧《神话》，张世 饰[63]

- 2011年中国大陆电视剧《古今大战秦俑情》，于志宁饰

- 2011年中国大陆电视剧《楚汉争雄》，石小满 饰

- 2012年中国大陆电视剧《楚漢傳奇》，许文广 饰

- 2019年中国大陆电视剧《皓镧传》，卢卓 饰

- 2020年中国大陆电视剧《大秦赋》，李欣澤 饰

- 2020年中国大陆电视纪录片《中国》第一季，孙建设 饰

### 戏曲形象
赵高出现在京剧《汉刘邦》、《一口剑》、《宇宙锋》中，其他如川剧、汉剧、徽剧、秦腔、河北梆子等也有相关剧目。

### 動漫形象
- 《天子傳奇2秦皇篇》: 設定父親為呂不韋手下趙格非[65]，為阻嬴政戰無求子以匕首自刎明志，卻被嬴政打落匕首誤傷曲骨穴而不能人道，後來淨身並修練青幽秘卷[66]，更力戰冷心、成嬌及助嬴政平定嫪毒之亂。
- 《天子傳奇3流氓天子》:為大內總管，修練青幽秘卷至最高境界，秦始皇死後輔助胡亥，殺扶蘇、李斯等，後來劉邦大軍壓境下殺胡亥求和失敗，後被劉邦以天劍所殺。
- 《秦时明月》：为秦朝中车府令，本作中的绝世高手之一，创立暗杀组织——罗网，以蜘蛛为组织标志，与二公子胡亥交好。手下剑客众多，每收一名剑客，这名剑客便不再是以前的剑客，忘掉原来的本名，代号以剑名来命名。
- 《秦汉英雄传》